# Xã Achilles, Quận Rawlins, Kansas
Xã Achilles (tiếng Anh: Achilles Township) là một xã thuộc quận Rawlins, tiểu bang Kansas, Hoa Kỳ. Năm 2010, dân số của xã này là 46 người.